# مادانگ (شهر)
مادانگ مرکز استان مادانگ، واقع در کشور پاپوآ گینه نو است.

## تصاویر

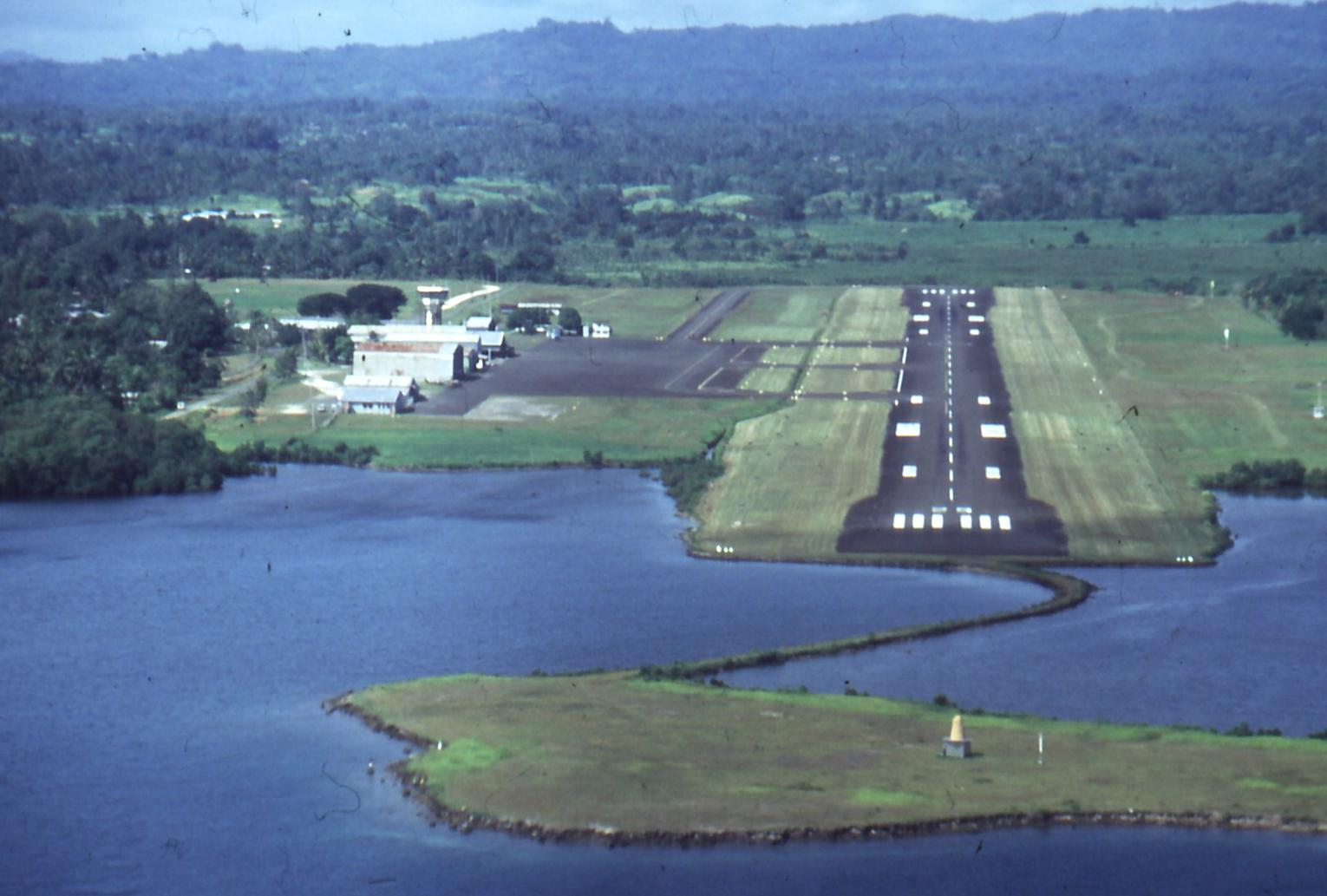
فرودگاه مادانگ
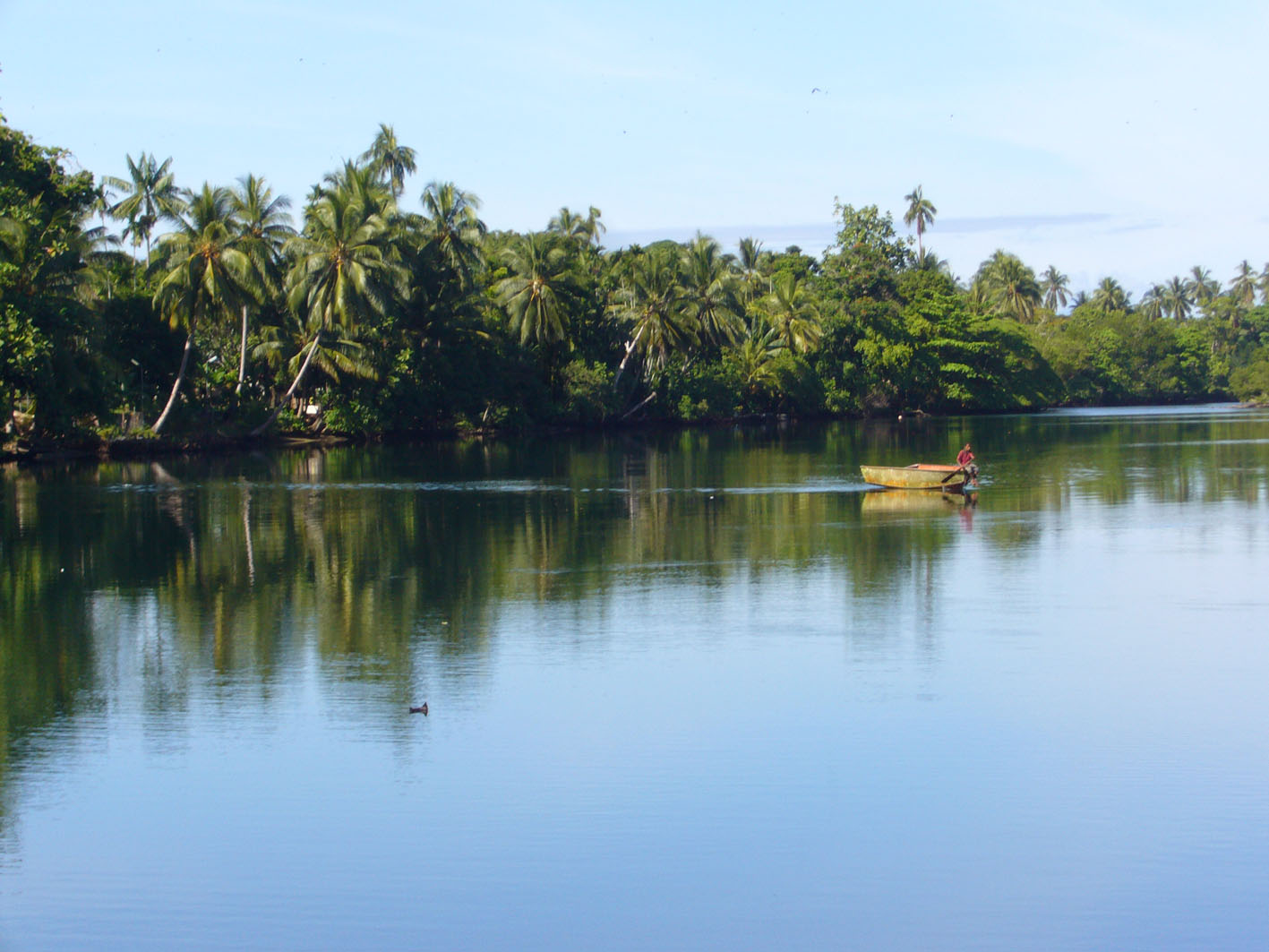
تالاب مادانگ